# Detelina, Burgas
Detelina (în bulgară Детелина) este un sat în comuna Karnobat, regiunea Burgas,  Bulgaria. 

## Demografie
Componența etnică a satului Detelina
     Romi (27,94%)
     Bulgari (70,3%)
     Nicio identificare (0,43%)
     Altele (1,31%)
La recensământul din 2011, populația satului Detelina era de 229 locuitori. Din punct de vedere etnic, majoritatea locuitorilor (70,3%) erau bulgari, cu o minoritate de romi (27,94%). Pentru 0,43% din locuitori nu este cunoscută apartenența etnică.